# Parc Amazònic de la Guaiana Francesa
Parc Amazònic de la Guaiana Francesa (en francès: Parc amazonien de Guyane) és un dels parcs nacionals de França, creat per protegir la selva amazònica situada en la Guaiana Francesa. Est és el Parc nacional francès més gran i un dels parcs nacionals més grans del món. No s'hi pot accedir des de la riba del mar o per qualsevol altre mitjà que no sigui avió o piragua.
L'àrea protegida abasta 20.300 quilòmetres quadrats de la zona central (on s'aplica una protecció total) i 13.600 quilòmetres quadrats per a l'àrea de protecció secundària. L'àrea total protegida a la zona abasta 33.900 quilòmetres quadrats de bosc tropical creat mitjançant decret publicat al Journal officiel el 27 de febrer de 2007. Consisteix en espais pertanyents les comunes de Camopi, Maripasoula, Papaïchton, Saint-Élie i Saül. Inclou la totalitat dels monts d'Arawa.

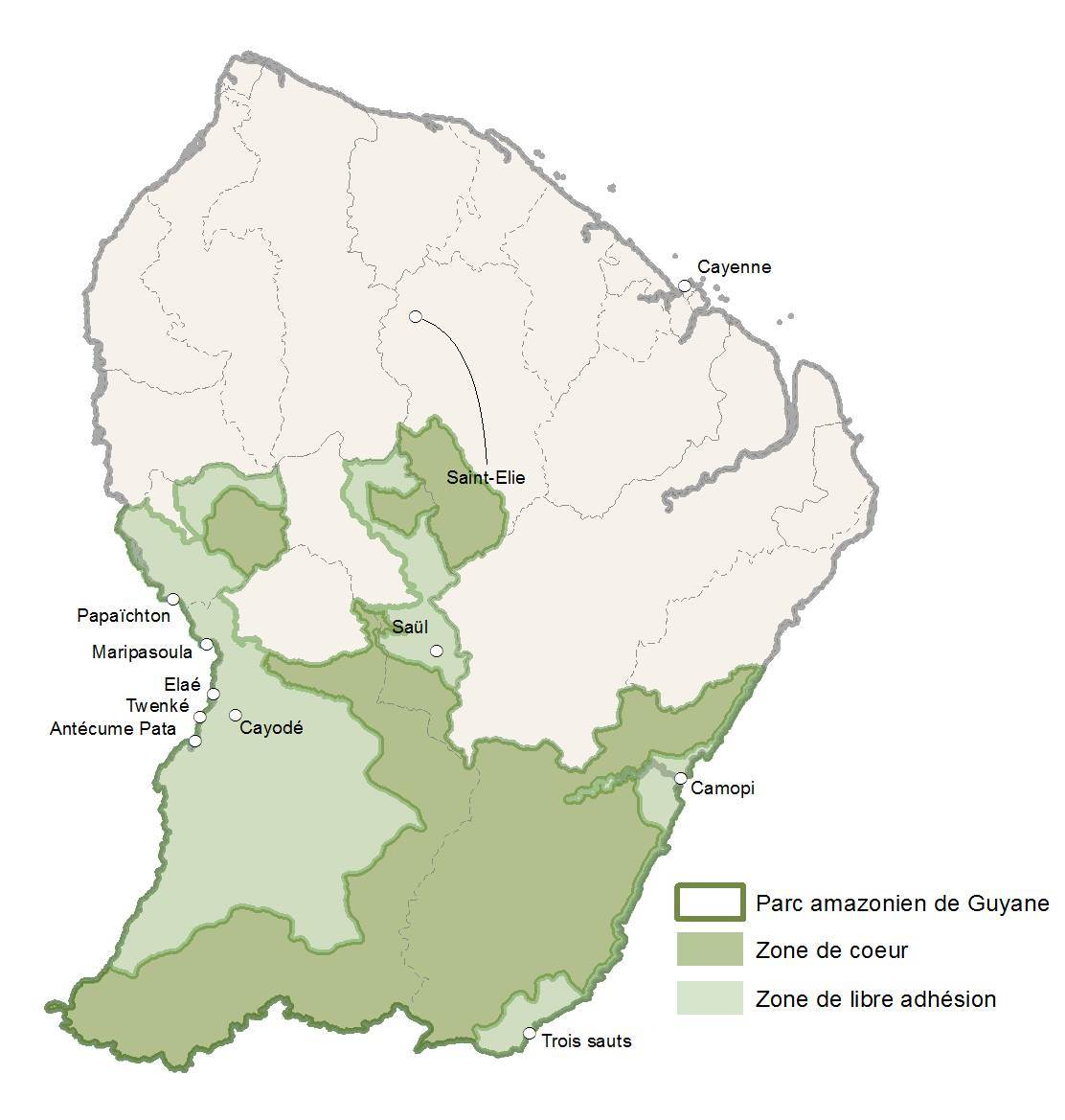
Mapa del parc

## Història
En el context de la Cimera de la Terra de Rio en 1992, el projecte del parc es va iniciar el 4 de juny de 1992 sota el lideratge de François Mitterrand, a través d'un Memoràndum d'acord signat pels presidents de les assemblees regionals i departamentals, els ministres de Medi Ambient, territoris d'ultramar i d'Agricultura i Silvicultura. Així va néixer la Missió d'establiment del Parc Nacional de Guaiana el 1993.
Un primer esborrany del finals de 1995 va ser rebutjada al desembre de 1997. El 21 juny 1998 els acords de Twenké van donar lloc al reconeixement dels drets de les poblacions ameríndies i businengue que viuen dins el futur parc.
L'esborrany final va ser presentat a principis de 2006 i el 13 de març va ser publicat al Journal Officiel el decret de la creació del Projecte de Creació de Parc Nacional de Guaiana denominat «Parc amazonien de Guyane».
La creació del parc es va formalitzar pel Decret de 28 de febrer 2007 tot i la reticència dels diferents actors del projecte (Consell General, Consell Regional), i la primera reunió de la junta es va dur a terme el 7 de juny de 2007.

## Organització
El parc té un cor de 20.300 km² on la protecció és màxima i hi és prohibit el placer. El territori dels wayanes i teko de Maripasoula no és part d'aquesta zona malgrat la petició d'aquests nadius abans de la creació real del parc.
Amb el Parc Nacional de les Muntanyes de Tumucumaque adjacent al Brasil, que té una superfície similar a la de Suïssa (38.464 km²), el parc amazònic de Guaiana forma l'espai de bosc tropical protegit més gran del món.

## Galeria

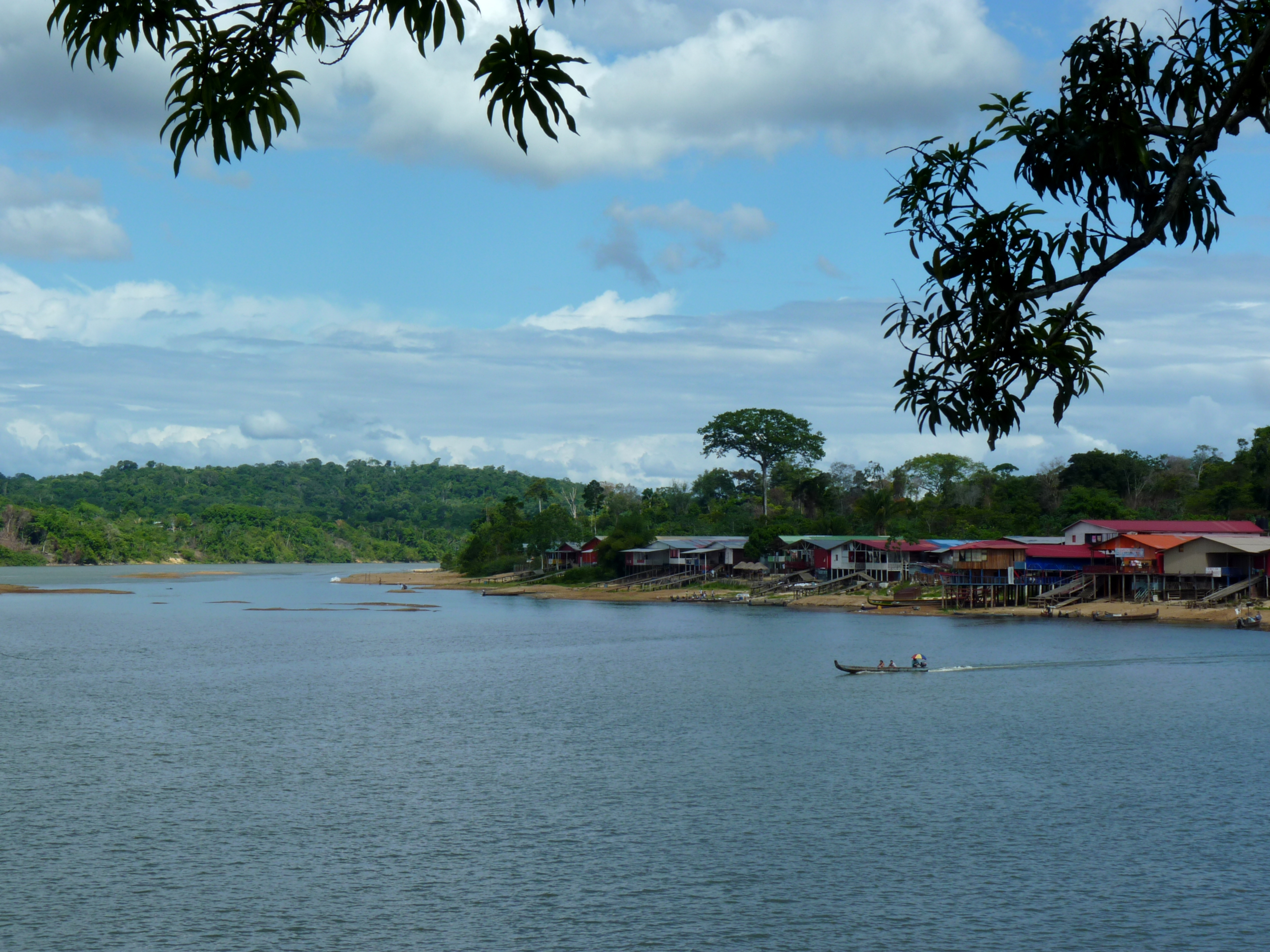
Bancs del Lawa a Maripasoula, riu que separa la Guaiana del Surinam.
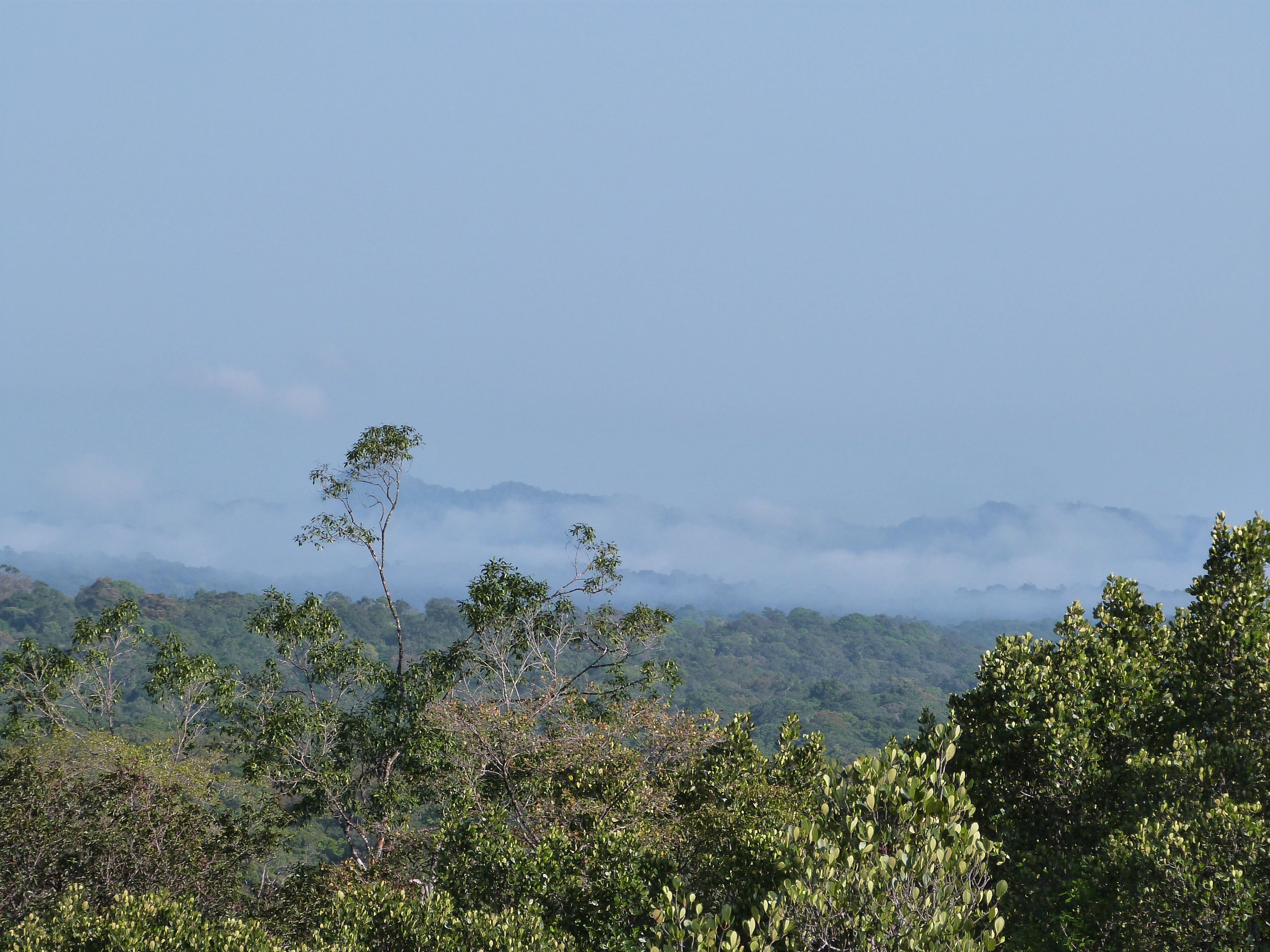
Parc vist des de dalt
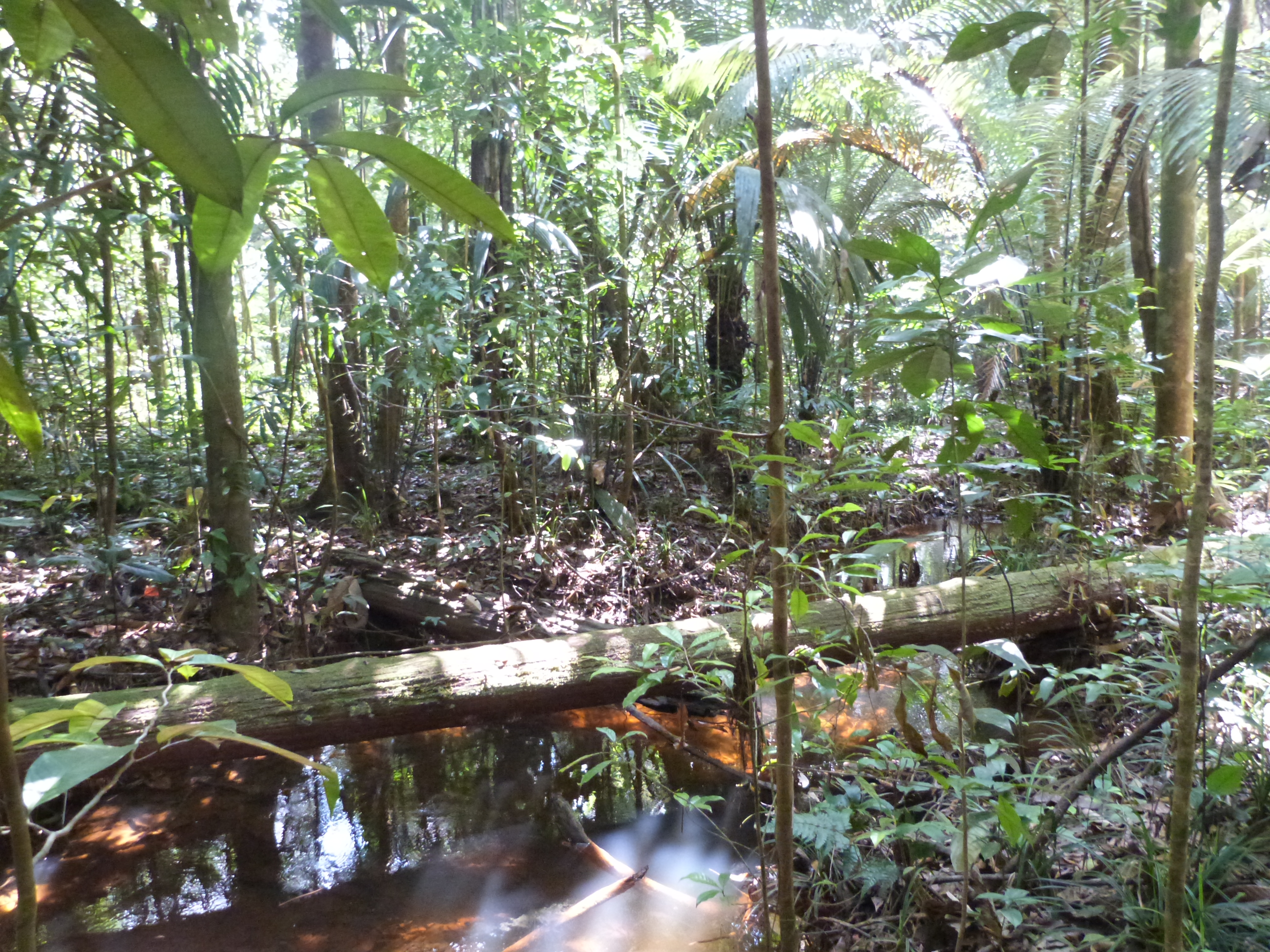
Bosc tropical
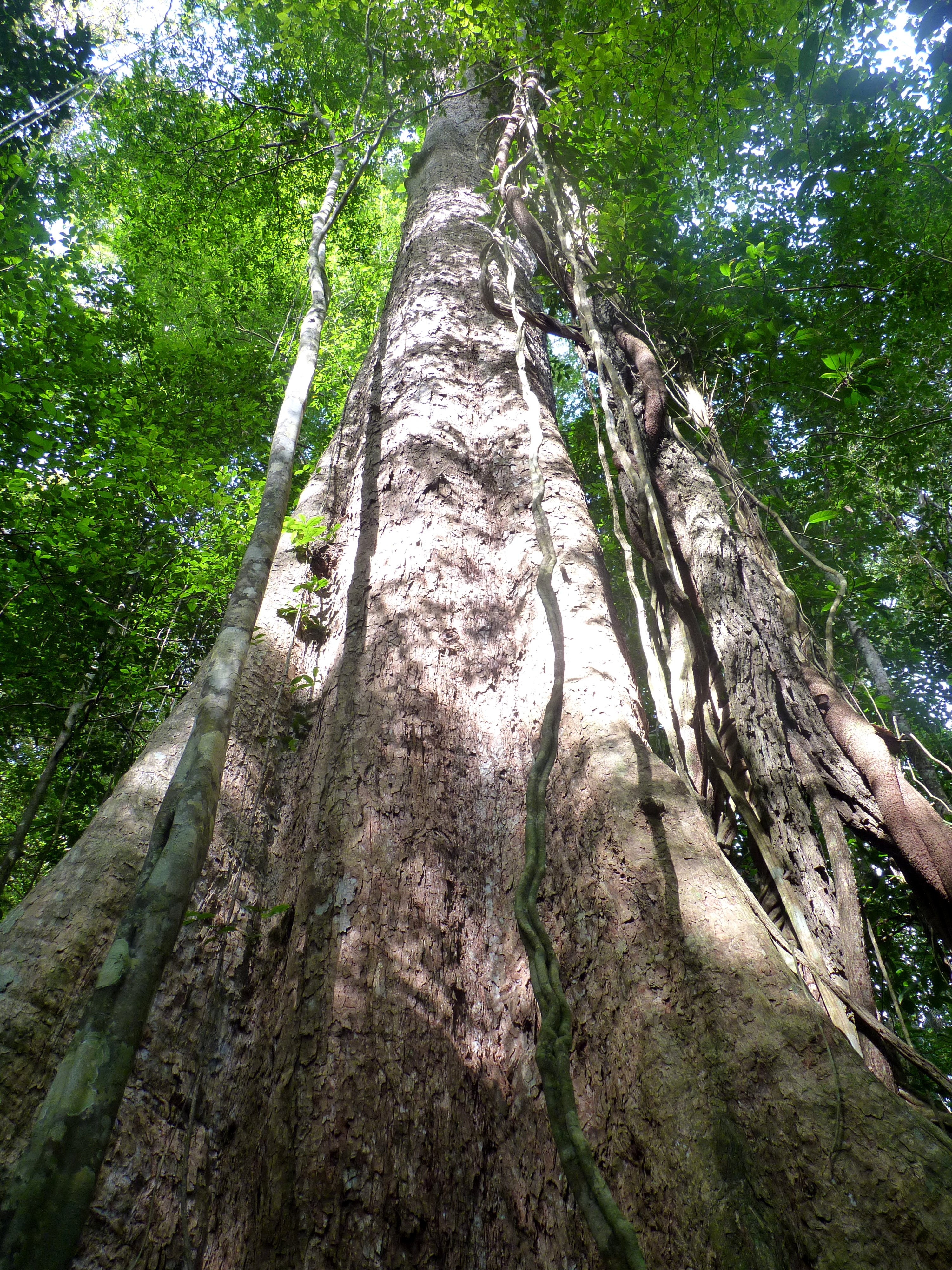
Arbre a Saül